# Friedhelm Kröll
Friedhelm Kröll (* 7. März 1945 in Tirschenreuth in der Oberpfalz; † 27. Juli 2023 in Nürnberg) war ein deutscher Soziologe und Hochschullehrer.

## Leben
Kröll studierte Soziologie, Kommunikationswissenschaft und Kunstgeschichte in Freiburg, Wien und Erlangen-Nürnberg. Nach Promotion und Habilitation war er von 1978 bis 1983 Stipendiat der Deutschen Forschungsgemeinschaft (DFG) auf dem Gebiet der Biografieforschung. Es folgten mehrere Lehrtätigkeiten an der Akademie der Bildenden Künste Nürnberg sowie an den Universitäten Münster, Kassel und Marburg. Kröll lebte seit 1970 in Nürnberg. Er trug von 1990 bis 2014 an der Universität Wien Soziologie mit Schwerpunkt Soziologische Theorien, Alltags-, Kultur- und Religionssoziologie vor.

## Preise & Ehrungen
- 2001: Nürnberg-Stipendium

## Schriften (Auswahl)
- Der Prozess gegen Erhard Milch. In: Gerd R. Ueberschär (Hrsg.): Der Nationalsozialismus vor Gericht. Die alliierten Prozesse gegen Kriegsverbrecher und Soldaten 1943–1952 (= Fischer-Taschenbücher. Die Zeit des Nationalsozialismus 13589). Fischer-Taschenbuch-Verlag, Frankfurt am Main 1999, ISBN 3-596-13589-3, S. 86–98.
- Islamischer Schulunterricht in Wien. In: Heinz Faßmann, Helga Matuschek, Elisabeth Menasse (Hrsg.): Abgrenzen, ausgrenzen, aufnehmen. Empirische Befunde zu Fremdenfeindlichkeit und Integration. Drava, Klagenfurt 1999, ISBN 3-85435-316-2, S. 221–234.
- Die Archivarin des Zauberers. Ida Herz und Thomas Mann. Ars vivendi, Cadolzburg 2001, ISBN 3-89716229-6
- Einblicke. Grundlagen sozialwissenschaftlicher Denkweisen (= Edition Sozialwissenschaften. Bd. 2). Braumüller, Wien 2009, ISBN 978-3-7003-1707-4.